# 특별행정구

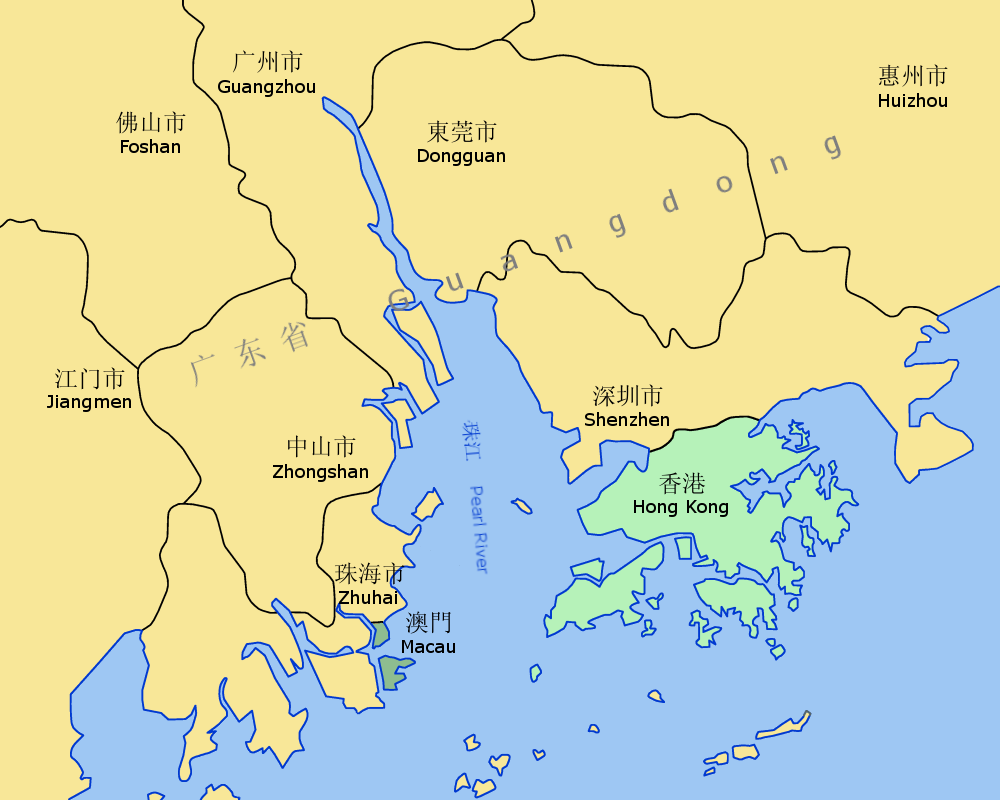

특별행정구(特別行政區, Special Administrative Region)는 중화인민공화국의 행정 구역 중의 하나이다. 특별행정구란 본국의 지방 행정 제도와는 다른 행정 기관이 설치되어 독자적인 법률이 적용되는 등 대폭적인 자치권을 가지는 지역을 말한다. ‘특구’로 약칭되기도 한다.
현재 중화인민공화국은 1997년 영국으로부터 반환받은 홍콩과 1999년 포르투갈로부터 반환받은 마카오 두 곳을 일국양제 체제의 특별행정구로 지정하고 있다.

## 역사
특별행정구는 중화민국 시대에 도입되었다. 당시 정부는 제1차 세계대전에서 북양 정부가 접수한 독일 제국과 오스트리아-헝가리 제국의 조계를 조계 시대의 행정 제도나 외국인의 참정권을 인정하는 특별구라고 칭하였고, 러시아 혁명 이후에 소련으로부터 반환된 조계도 특별구로 지정했지만 특별구는 국민당 정부 아래에서 폐지되거나 자치권이 축소되었다. 이후 중화인민공화국이 수립되면서 특별행정구가 잠시 폐지되었다가 덩샤오핑이 타이완 특별행정구(臺灣特別行政區, Taiwan Special Administration Region, Taiwan SAR)라는 용어를 처음 사용하면서 일국양제의 상징으로 부활하였다. 행정 구역으로서의 특별행정구는 홍콩 반환 이후 정식으로 부활하였다.

### 현재의 특별행정구
중화인민공화국 내에는 2개의 특별 행정구가 존재한다
- 마카오(아오먼) - (1999년 포르투갈로부터 반환)
- 홍콩(샹강) - (1997년 영국으로부터 반환)

### 사라진 특별행정구
- 중화민국 하이난 특별행정구 (1950년 이후 중화인민공화국에 귀속, 광둥성의 일부가 되어 특별행정구의 지위를 잃었다.)

### 워롱 특별행정구
- 중화인민공화국 워롱 특별행정구는 1983년 7월 사천성 원촨 워롱 특별행정구로 명칭이 변경되었으며, 쓰촨워롱 국가급 자연보호구역과 그 영역이 겹친다. 현급의 특별행정구로 자연보호기관이 행정을 담당한다.

## 같이 보기
- 자치구 (중화인민공화국)
- 중화인민공화국 헌법
- 홍콩의 역사
- 마카오의 역사